# Princeton (Massachusetts)
Princeton es un pueblo ubicado en el condado de Worcester en el estado estadounidense de Massachusetts. En el Censo de 2010 tenía una población de 3.413 habitantes y una densidad poblacional de 36,8 personas por km².

## Geografía
Princeton se encuentra ubicado en las coordenadas 42°27′15″N 71°52′39″O / 42.45417, -71.87750. Según la Oficina del Censo de los Estados Unidos, Princeton tiene una superficie total de 92.74 km², de la cual 91.71 km² corresponden a tierra firme y (1.11%) 1.03 km² es agua.

## Demografía
Según el censo de 2010, había 3.413 personas residiendo en Princeton. La densidad de población era de 36,8 hab./km². De los 3.413 habitantes, Princeton estaba compuesto por el 97.22% blancos, el 0.47% eran afroamericanos, el 0.06% eran amerindios, el 1.17% eran asiáticos, el 0% eran isleños del Pacífico, el 0.03% eran de otras razas y el 1.05% pertenecían a dos o más razas. Del total de la población el 1.44% eran hispanos o latinos de cualquier raza.